# Praça Cívica (Goiânia)

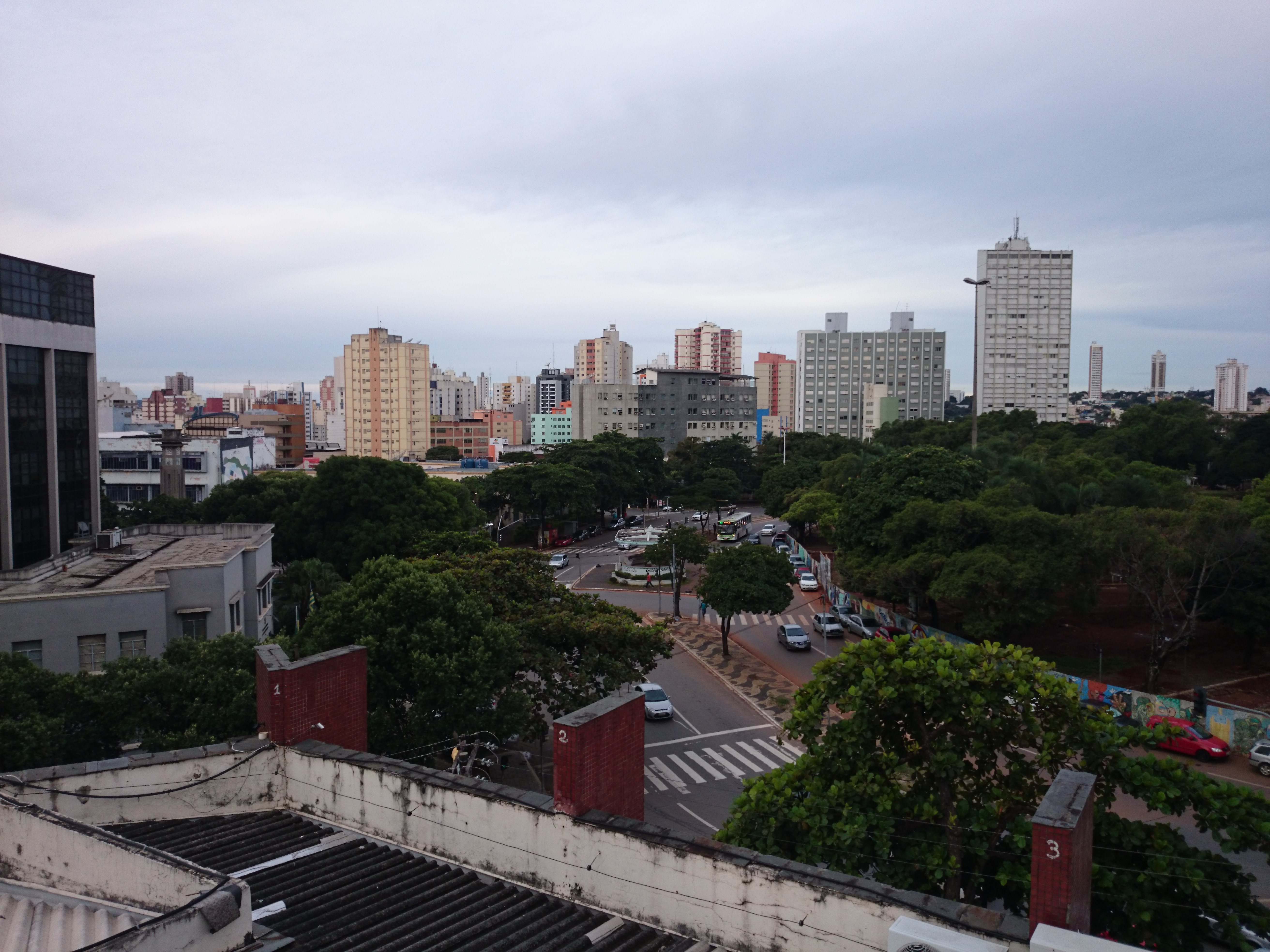
Vista de parte da Praça Cívica, em 2015.

A Praça Doutor Pedro Ludovico Teixeira, chamada comumente de Praça Cívica, é considerada o marco inicial da construção de Goiânia, capital do estado brasileiro de Goiás. Foi a primeira praça construída, em 1933. Nela, se encontra o Palácio das Esmeraldas, a residência oficial do governador de Goiás desde sua criação em 1933, sendo o ex-governador Pedro Ludovico Teixeira o primeiro morador do palácio. Na Praça Cívica está também localizado o Palácio Pedro Ludovico, o antigo Centro Administrativo, responsável pela administração financeira do estado. A praça abriga também o Museu Zoroastro Artiaga e em seu centro se localiza o Monumento às Três Raças.
A praça abriga todos os anos as festividades de aniversário de Goiânia, comemorado em 24 de outubro, com a presença de cantores e cantoras nacionais de todos os estilos musicais. A praça também é palco para apresentações culturais e religiosas como a cantata de Natal e as festividades de Ano Novo, manifestações populares, além das comemorações de Corpus Christi, sempre realizada no início do mês de junho.
Em outubro de 2015, obras de restauração da praça foram concluídas, após quase dois anos de obras.

## História
O histórico de construção da Praça Doutor Pedro Ludovico Teixeira, a Praça Cívica, remonta à ideia original do espaço como sendo um polo de irradiação para compor uma nova capital de modelo radiocêntrico, projetada por Atílio Corrêa Lima. No plano urbanístico de Goiânia, o arquiteto desenhou o Centro Cívico na parte mais alta da futura cidade, permitindo assim visibilidade maior e mais estratégica do Palácio das Esmeraldas (residência oficial do governador de Goiás) e acesso aos setores habitacionais e comerciais. Em seu aspecto funcional, o espaço foi projetado com recintos de convivência, contemplado por duas fontes luminosas e uma área limitada por três principais edificações. A parte restante do local foi destinada à circulação viária com a função de conectar os futuros setores da cidade e, ao mesmo tempo, facilitar o acesso aos edifícios administrativos. A conclusão de todo o complexo de obras da Praça Cívica foi em 1933, mesmo ano em que ocorreu o lançamento da pedra fundamental da cidade, realizada por Pedro Ludovico Teixeira. Por esta razão, a praça é considerada o marco inicial da construção de Goiânia.

## Estrutura

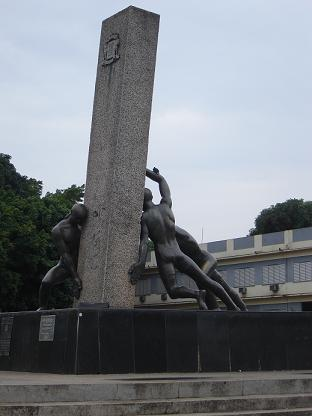
O Monumento às Três Raças.

### Monumento às Três Raças
O Monumento às Três Raças localizado no centro da Praça Cívica foi feito em homenagem às três raças que compõem a origem da cidade e do estado: o branco (os bandeirantes), o negro (os escravos) e o indígena. Criado pela renomada artista plástica Neusa Moraes, possui sete metros de altura, produzido em bronze e granito, foi inaugurado em julho de 1967.

### Palácio Pedro Ludovico Teixeira (Centro Administrativo)
O Palácio Pedro Ludovico Teixeira, antigamente conhecido como Centro Administrativo é um prédio com 12 andares, localizado na Praça Cívica. Nele se concentra toda a contabilidade e administração financeira do estado de Goiás. O prédio passou por uma intensa reforma, quando em 2000 um incêndio queimou os seus três últimos andares, por motivos de curto-circuito devido a precariedade da instalação elétrica presente no prédio.

### Palácio das Esmeraldas
O Palácio das Esmeraldas localiza-se na Praça Cívica de Goiânia, capital do estado brasileiro de Goiás. É sede oficial do governador de Goiás desde 1933. Ele é chamado por este nome por sua fachada ser em cor verde-esmeralda, dando a impressão de que todo o palácio é feito por pedras de esmeraldas. No andar de cima do palácio, localiza-se uma sacada de onde o governadores faziam os seus discursos para a população e usado atualmente na comemoração de reeleição dos governadores vigentes no estado.

### Monumento Carajá
O restauração incluiu a construção de um monumento assinado pelo artista plástico Siron Franco. Com espelhos e estrutura de aço inoxidável, tem três metros de altura e 11 metros de comprimento. Caleidoscópica, a arte urbana vincula passado e futuro por meio de totens, com 2,8 metros de altura, em forma de ancestrais carajás, e figuras masculina e feminina, com 1,8 metro de altura, que representam o futuro. A contemporaneidade se materializa no reflexo das pessoas que circulam pela praça e nas coisas que compõem o ambiente.